# European Film Awards per la miglior attrice non protagonista
L'European Film Awards per la miglior attrice non protagonista venne assegnato alla miglior attrice non protagonista dell'anno dalla European Film Academy  dal 1988 al 1992.
Nel 1989 il premio è chiamato Miglior interprete non protagonista e comprende sia attori che attrici.

## Vincitori e candidati
L'elenco mostra il vincitore di ogni anno, seguito dai film che hanno ricevuto una candidatura. Per ogni attrice viene indicato il titolo del film in italiano e il titolo originale tra parentesi.

### 1980
- 1988
  - Johanna ter Steege - Spoorloos
  - Freda Dowie - Voci lontane... sempre presenti (Distant Voices, Still Lives)
  - Karin Gregorek - Einer trage des anderen Last
  - Lene Brøndum - Hip hip hurra!

- 1989
  - Edna Doré - Belle speranze (High Hopes)
  - Lena Sabine Berg - A Wopbobaloobop a Lopbamboom
  - Roger Jendly - La ragazza di Rose Hill (La femme de Rose Hill)
  - Lyudmila Zajtseva - La piccola Vera (Malen'kaja Vera)
  - Alessandro Di Sanzo - Mery per sempre

### 1990
- 1990
  - Malin Ek - Skyddsängeln
  - Lena Nylén - Skyddsängeln
  - Gunilla Röör - Skyddsängeln

- 1991
  - Marta Keler - Virdzina
  - Barbara Sukowa - Passioni violente (Homo Faber)
  - Sandrine Blancke - Toto le Héros

- 1992
  - Ghita Nørby - Freud flyttar hemifrån...
  - Bulle Ogier - Nord
  - Evelyne Didi - Vita da bohème (La vie de bohème)